# Leptobrachella brevicrus
Leptobrachella brevicrus és una espècie de granota que viu a Malàisia i, possiblement també, a Brunei.